# Jens van Son
Jens van Son (Valkenswaard, 19 agosto 1987) è un ex calciatore olandese, di ruolo centrocampista.